# 5月11日
5月11日（ごがつじゅういちにち）は、グレゴリオ暦で年始から131日目（閏年では132日目）にあたり、年末まではあと234日ある。

## できごと

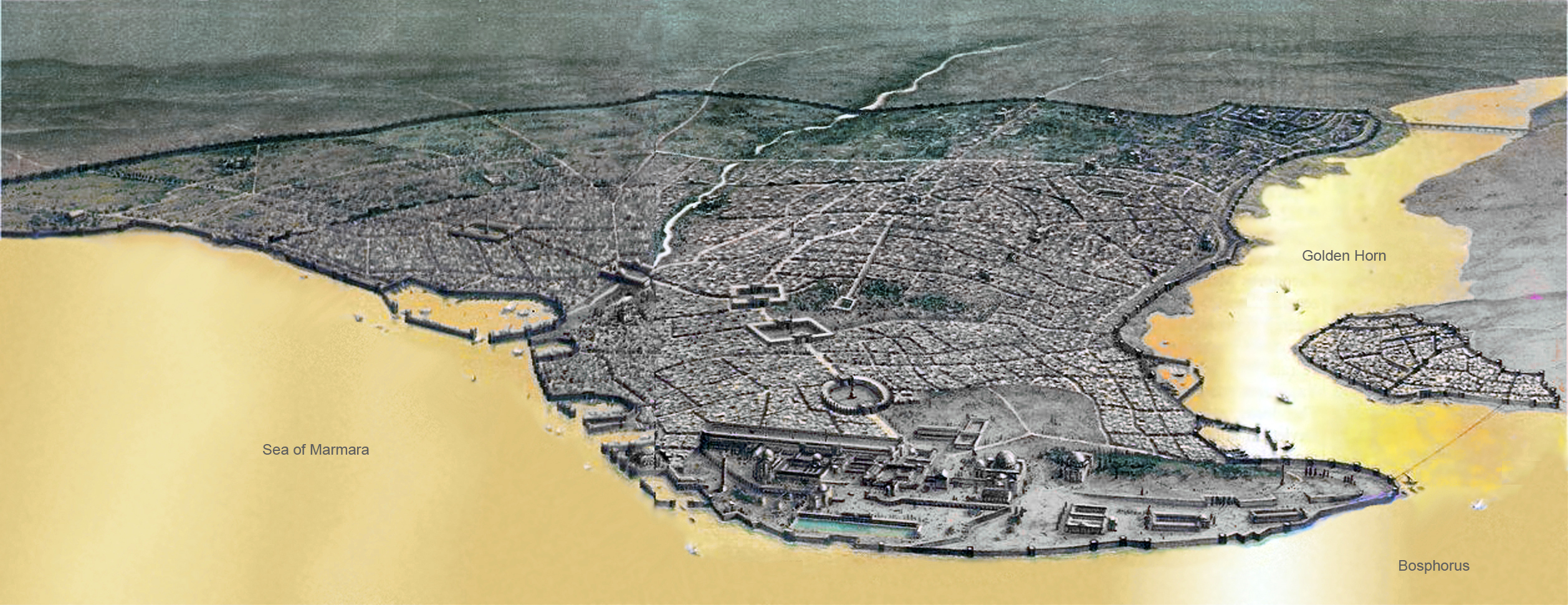
コンスタンティノポリスの落成式が執り行われる(330)

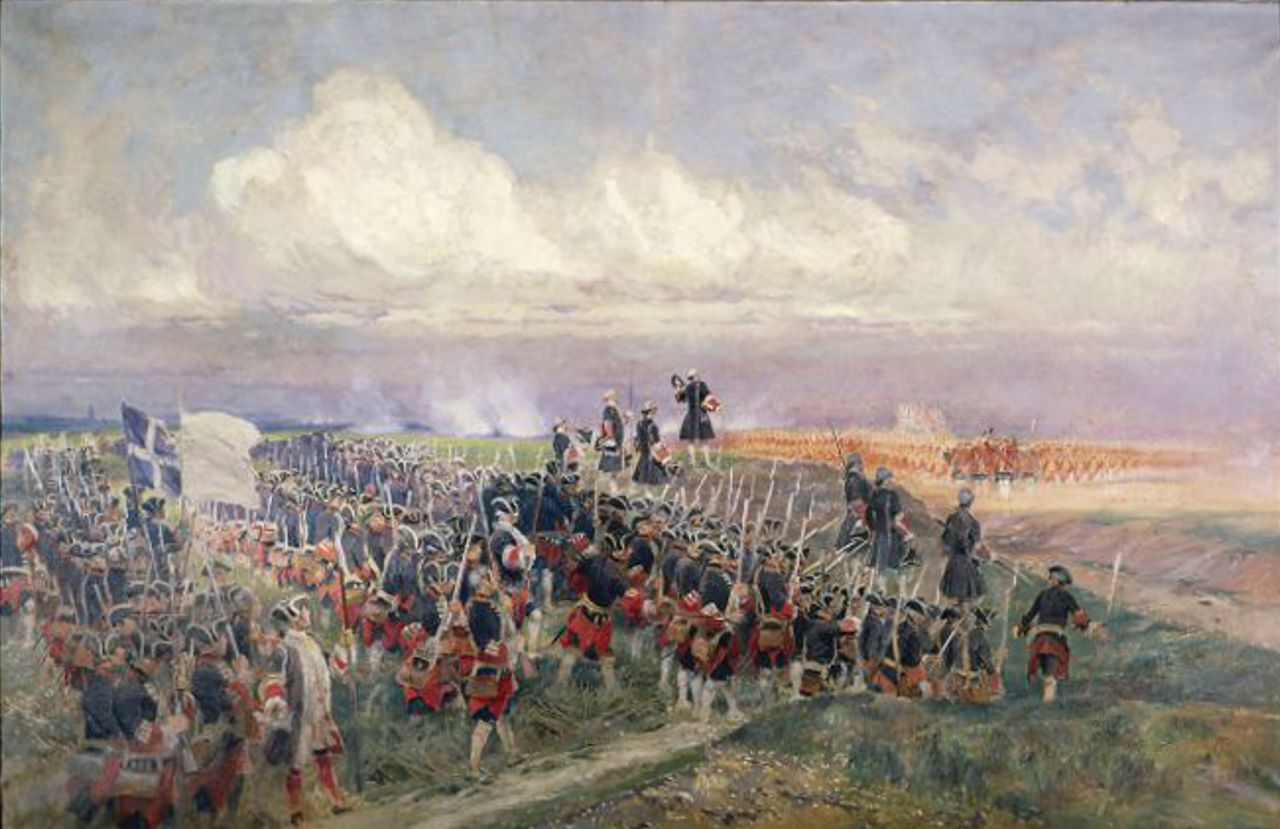
オーストリア継承戦争、フォントノワの戦い(1745)

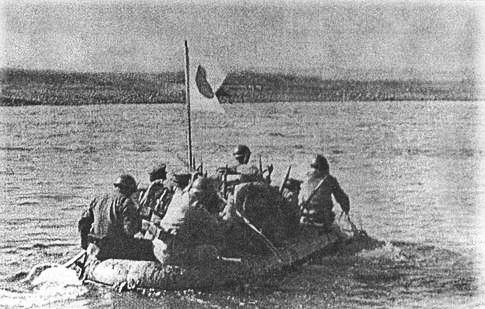
ノモンハン事件(1939)。画像はハルハ川を渡る日本軍

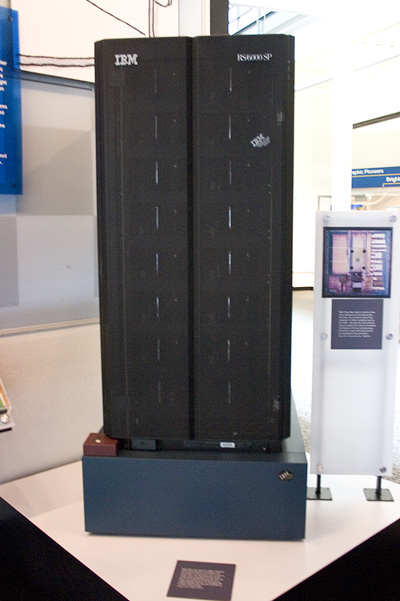
コンピュータ、ディープ・ブルー（画像）がチェスの世界チャンピオンガルリ・カスパロフを敗る(1997)

- 330年 - コンスタンティノポリスの落成式が執り行われる[1][2][注 1]。
- 649年（大化5年3月25日） - 謀叛の疑いをかけられた右大臣蘇我倉山田石川麻呂が、中大兄皇子に攻められ山田寺で自害。
- 912年 - アレクサンドロスが東ローマ皇帝に即位。
- 1189年 - 神聖ローマ皇帝フリードリヒ1世が十字軍を率いてレーゲンスブルクを出陣した。
- 1745年 - オーストリア継承戦争: フォントノワの戦い
- 1812年 - イギリス首相スペンサー・パーシヴァルが暗殺される。
- 1858年 - ミネソタ準州の東半分が州に昇格してアメリカ合衆国32番目の州・ミネソタ州となる。
- 1867年 - ロンドン条約によってルクセンブルクが独立。
- 1874年 - 東海道本線の大阪駅 - 神戸駅間が仮開業。
- 1891年 - 大津事件: 琵琶湖を遊覧したロシア皇太子（後のロシア皇帝ニコライ2世）が、大津にて警護にあたっていた滋賀県警察巡査の津田三蔵に斬りつけられ、頭部を負傷[6]。
- 1910年 - 初の沖縄県会議員選挙[7]。
- 1910年 - グレイシャー国立公園創設。
- 1912年 - 信越本線・横川 - 軽井沢の碓氷峠越えの区間が電化。日本の幹線での初の電化区間。
- 1922年 - 毎日新聞社が点字による日刊新聞『点字毎日』を発刊。
- 1927年 - アメリカで映画芸術科学アカデミー（AMPAS）が設立される。

- 1931年 - 3日前に破綻したオーストリア最大の銀行クレディット・アンシュタルトが取引停止。ヨーロッパにおける世界恐慌が本格化する。
- 1937年 - 大阪・御堂筋の拡張工事が完了。幅5.5メートルの道路を44メートルに拡幅。
- 1939年 - 満州国とモンゴル人民共和国の間に軍事衝突が起こる。（ノモンハン事件）
- 1940年 - 北海道枝幸村で発生した山火事が市街地へと延焼。死者16人、家屋焼失547戸[8]。
- 1945年 - 第二次世界大戦: アメリカ海軍の空母「バンカー・ヒル」が日本の特攻攻撃により大破。
- 1946年 - 統一マレー国民組織発足。
- 1949年 - イスラエルが国際連合に加盟。
- 1949年 - シャムが「タイ王国」に国号を変更。
- 1952年 - 霧ヶ峰式鷹7型グライダー「日本電建号」が公開飛行を行う。戦後航空再開後初となる、日本製航空機・日本人飛行士による飛行。
- 1955年 - 国鉄宇高連絡船・紫雲丸が第三宇高丸に衝突し沈没、修学旅行中の児童ら168人が死亡する紫雲丸事故が発生[9]。この大惨事が瀬戸大橋建設のきっかけになる[10]。
- 1960年 - ブエノスアイレスに潜伏していたアドルフ・アイヒマンがイスラエルの諜報機関モサッドによって捕えられる[11]。
- 1970年 - 日本山岳会エベレスト登山隊（総隊長・松方三郎）がエベレストに日本人初登頂。初登頂者は松浦輝夫と植村直己[12]。
- 1974年 - 足尾鉱毒事件: 公害等調整委員会で調停が成立し、古河鉱業が初めて鉱毒事件の責任を認め被害者に補償金を支払う。
- 1979年 - 無限連鎖講の防止に関する法律（ねずみ講防止法）施行。
- 1983年 - IRAS・荒貴・オルコック彗星が地球から約466万kmのところを通過。
- 1984年 - 地球が火星と日面間を通過する。
- 1985年 - イギリス・ブラッドフォードのサッカー場で火災が発生し、死者50人以上を出す。（ブラッドフォード・サッカー場火災）
- 1987年 - スタンフォード大学医科大学院（英語版）のブルース・ライツ（英語版）が史上初の心肺移植手術を行う。
- 1995年 - 核拡散防止条約 (NPT) 再検討・延長会議で条約の無条件・無期限延長を採択。
- 1996年 - バリュージェット航空592便墜落事故。
- 1997年 - IBMのコンピューター・ディープ・ブルーが史上はじめてチェス世界チャンピオンのガルリ・カスパロフを破る[13]。
- 1998年 - インドが24年ぶり2回目の核実験を行う。（インドの核実験 (1998年)）
- 2001年 - 熊本地裁が、国によるハンセン病患者の隔離政策の継続は違憲であるとする初の判決。
- 2003年 - リトアニアで欧州連合加盟をめぐる国民投票が実施。投票者の91.1%が欧州連合加盟を支持。
- 2009年 - 小沢一郎民主党代表が公設秘書逮捕を受け党代表を辞任。
- 2010年 - 保守党のデーヴィッド・キャメロンがイギリスの第75代首相に就任し、保守党・自由民主党による連立の第1次キャメロン内閣が発足。
- 2011年 - スペイン南部地震、マグニチュード5.1で9人が死亡。
- 2011年 - 欧州評議会がトルコのイスタンブールで家庭内暴力と女性に対する暴力の廃絶と予防のためのイスタンブール条約を採択する。
- 2020年 - 日本銀行の理事に、清水名古屋支店長が就任[14]。日銀138年の歴史で、初めての女性理事。
- 2022年 - 福岡ソフトバンクホークスの東浜巨が史上84人目のノーヒットノーランを達成[15]。同日（アメリカ時間10日）には、ロサンゼルス・エンゼルスのリード・デトマーズもノーヒットノーランを達成しており、65年ぶり、史上2度目のNPBとMLBで同日にノーヒットノーラン達成。
- 2023年 - 天皇、皇后が主催する春の園遊会が令和になって初めて開催される。各界の功績者ら約1千人が出席[16]。

## 誕生日

### 人物

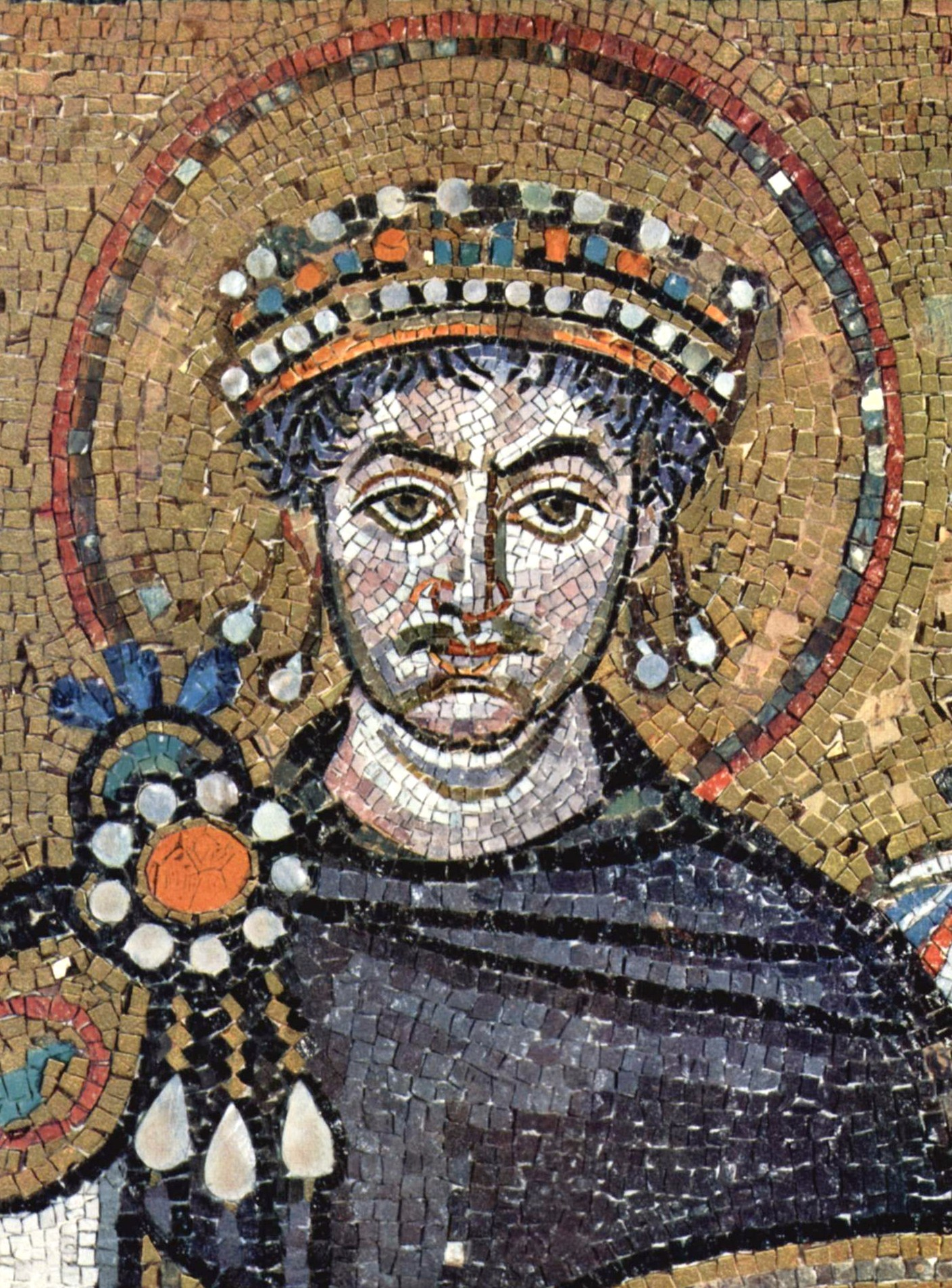
東ローマ帝国皇帝、「大帝」ユスティニアヌス1世 (483 - 565) 誕生。『ローマ法大全』を編纂させた。

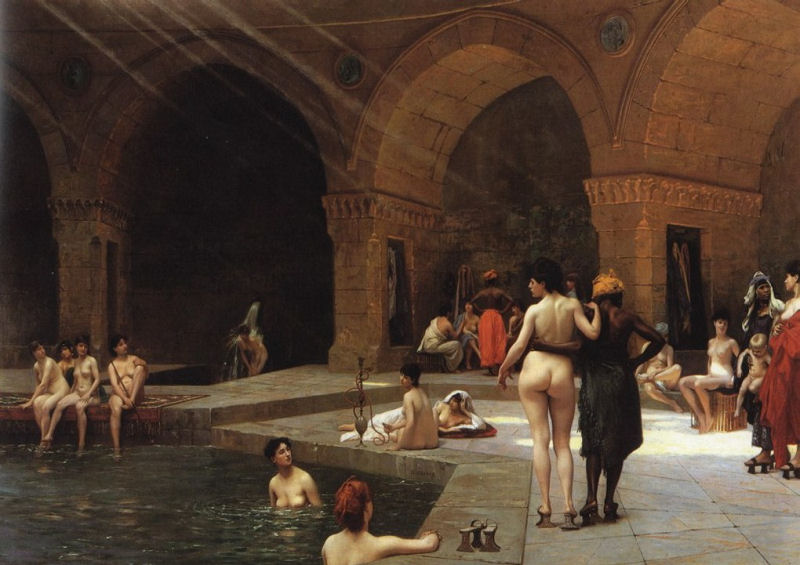
画家ジャン＝レオン・ジェローム (1824 - 1904) 誕生。画像は『ハーレムの浴場』

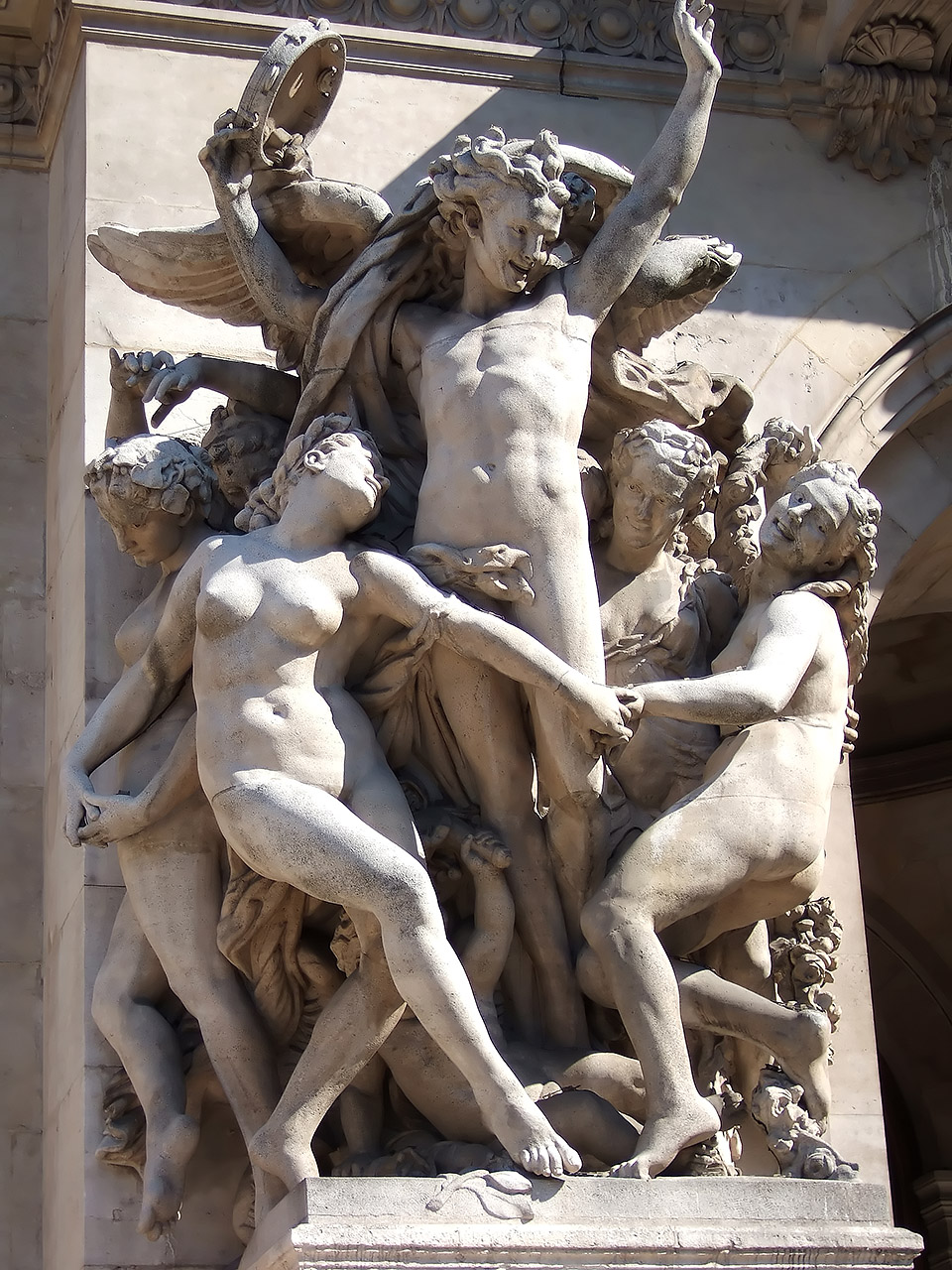
彫刻家ジャン＝バティスト・カルポー (1827 - 1875)誕生。画像はオペラ座の『ダンス』(1869)

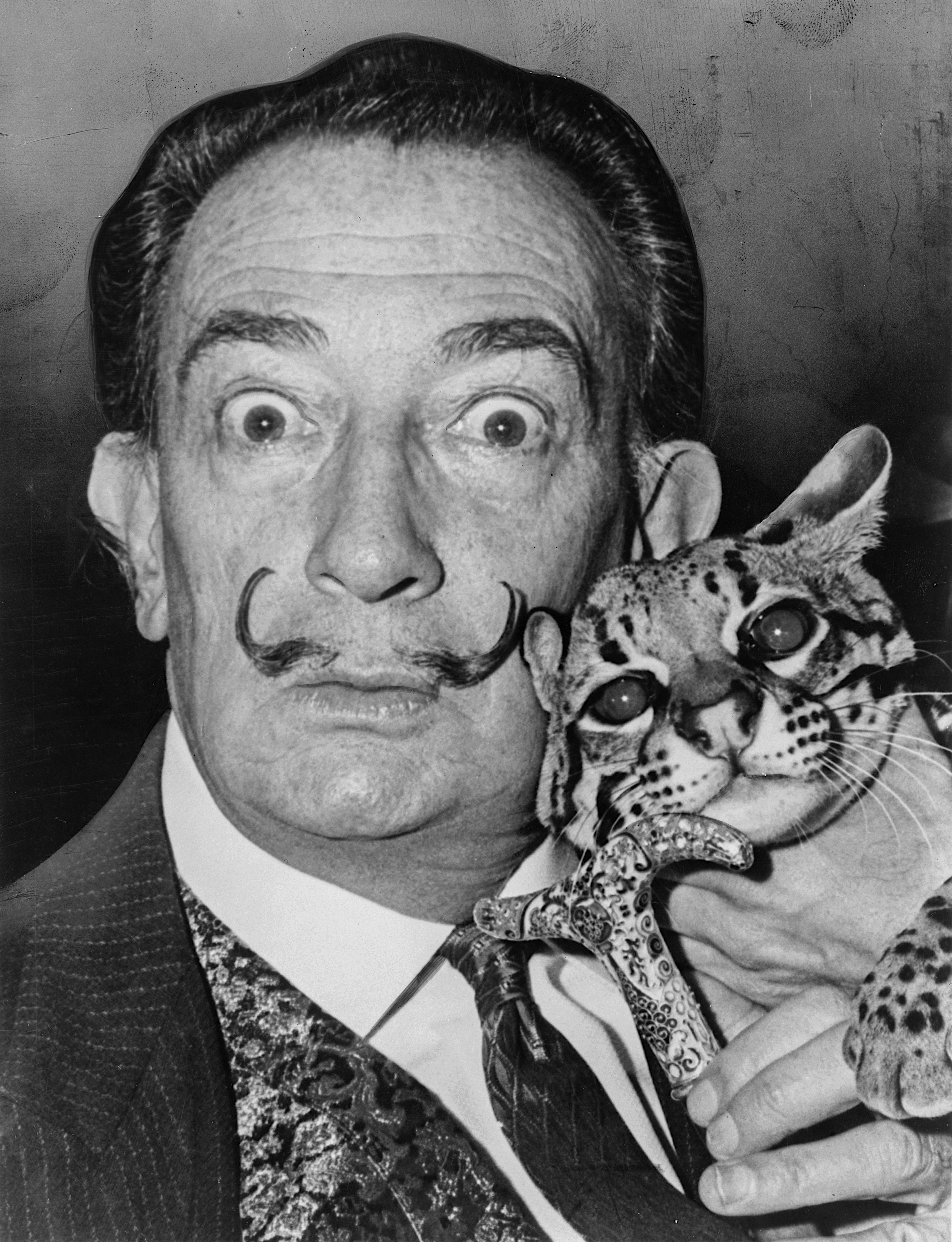
シュルレアリスムの画家サルバドール・ダリ (1904 - 1989)誕生。

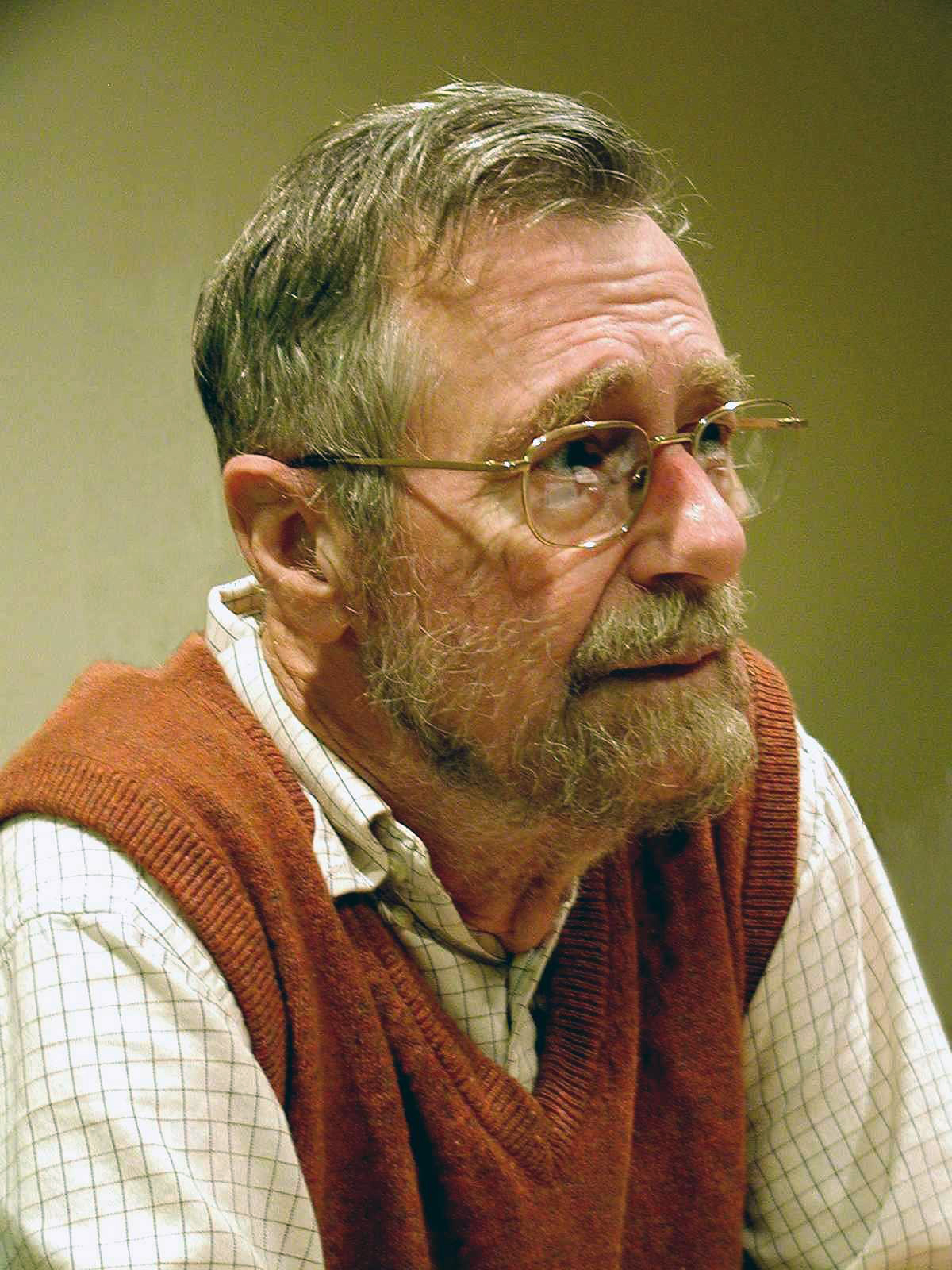
構造化プログラミングの提唱者、エドガー・ダイクストラ(1930-2002)誕生。

- 483年 - ユスティニアヌス1世、東ローマ帝国皇帝（+ 565年）
- 1571年（元亀2年4月18日） - 丹羽長重、武将、大名（+ 1637年）
- 1641年（寛永18年4月2日）- 遠山友貞、第3代苗木藩主（+ 1675年）
- 1720年 - カール・フリードリッヒ・ヒエロニュムス、ドイツの貴族、軍人（+ 1797年）
- 1746年（延享3年3月21日）- 松平資尹、第2代宮津藩主（+ 1765年）
- 1768年（明和5年3月25日）- 松平治好、第13代福井藩主（+ 1826年）
- 1772年（明和9年4月9日）- 伊東祐鐘、第10代飫肥藩主（+ 1798年）
- 1811年 - チャン&エン・ブンカー兄弟、結合双生児（+ 1874年）
- 1817年 - ファニー・チェッリート、バレエダンサー、振付師（+ 1909年）
- 1824年 - ジャン＝レオン・ジェローム、画家、彫刻家（+ 1904年）
- 1827年 - ジャン＝バティスト・カルポー、彫刻家、画家（+ 1875年）
- 1840年 - 土倉庄三郎、林業家（+ 1917年）
- 1848年 - ヴィルヘルム・ヴィンデルバント、哲学者（+ 1915年）
- 1852年 - チャールズ・W・フェアバンクス、第26代アメリカ合衆国副大統領（+ 1918年）
- 1871年 - スチェパン・ラディチ、政治家（+ 1928年）
- 1875年 - ハリエット・クインビー、飛行家、脚本家（+ 1912年）
- 1881年 - セオドア・フォン・カルマン、航空工学者（+ 1963年）
- 1884年 - 前田多門、政治家、実業家（+ 1962年）
- 1887年 - 高柳賢三、英米法学者、政治家（+ 1967年）
- 1887年 - パウル・ウィトゲンシュタイン、ピアニスト（+ 1961年）
- 1888年 - アーヴィング・バーリン、作曲家（+ 1989年）
- 1889年 - ポール・ナッシュ、画家（+ 1946年）
- 1894年 - 小牧近江、翻訳家（+ 1978年）
- 1894年 - マーサ・グレアム、バレエダンサー、振付師（+ 1991年）
- 1897年 - 山口喜久一郎、政治家（+ 1981年）
- 1899年 - 上田桑鳩、書道家（+ 1968年）
- 1903年 - チャーリー・ゲーリンジャー、元プロ野球選手（+ 1993年）
- 1904年 - サルバドール・ダリ、画家（+ 1989年）
- 1908年 - 日野開三郎、東洋史学者（+ 1989年）
- 1910年 - 上田幹藏、スーパーセンテナリアン（+ 2022年）
- 1912年 - 林伊佐緒、歌手、作曲家（+ 1995年）
- 1914年 - アルーン・タジェフ、火山学者、映画監督（+ 1998年）
- 1915年 - 天龍三郎、浪曲師（+ 2014年）
- 1915年 - 小川利雄、元プロ野球選手（+ 没年不詳）
- 1916年 - カミーロ・ホセ・セラ、小説家（+ 2002年）
- 1918年 - リチャード・P・ファインマン、物理学者（+ 1988年）
- 1920年 - 川喜田二郎、地理学者、文化人類学者（+ 2009年）
- 1922年 - ネスター・チャイラク、メジャーリーグ審判（+ 1982年）
- 1923年 - 井上次平、元プロ野球選手（+ 生死不明）
- 1924年 - アントニー・ヒューイッシュ、電波天文学者（+ 2021年）
- 1927年 - 近松麗江、女優（+ 1998年）
- 1928年 - 東儀祐二、ヴァイオリニスト、指揮者（+ 1985年）
- 1928年 - ヤコブ・アガム、美術家
- 1928年 - マルコ・フェレーリ、映画監督（+ 1997年）
- 1929年 - 椎名武雄、実業家（+ 2023年）
- 1930年 - 俵浩三、景観学者、林学者、専修大学北海道短期大学名誉教授（+ 2020年）
- 1930年 - 土屋耕一、コピーライター（+ 2009年）
- 1930年 - エドガー・ダイクストラ、コンピュータ科学者（+ 2002年）
- 1931年 - 山折哲雄、宗教学者
- 1932年 - ヴァレンティノ・ガラヴァーニ、ファッションデザイナー
- 1933年 - ピーター・ファーストブルック、フィギュアスケート選手（+ 1985年）
- 1934年 - 広中和歌子、政治家
- 1936年 - 中嶋嶺雄、国際政治学者（+ 2013年）
- 1936年 - 有明夏夫、小説家（+ 2002年）
- 1936年 - カーラ・ブレイ、ピアニスト（+ 2023年）
- 1937年 - 大森政輔、裁判官、弁護士、民法学者
- 1939年 - 森田拳次、漫画家 （+ 2024年）
- 1939年 - 保岡興治、政治家（+ 2019年）
- 1940年 - ヘルベルト・ミューラー、レーシングドライバー（+ 1981年）
- 1941年 - 神田厚、政治家（+ 2008年）
- 1941年 - 朝井茂治、元プロ野球選手（+ 2010年）
- 1941年 - 栽弘義、高校野球指導者（+ 2007年）
- 1941年 - エリック・バードン、ミュージシャン（アニマルズ）
- 1942年 - 山東昭子、政治家、女優
- 1945年 - 眞部利應、実業家、元九州電力社長
- 1946年 - 梅村好彦、元プロ野球選手
- 1947年 - 平沢信夫、元俳優
- 1947年 - 藤原誠、歌手（+ 没年不詳）
- 1948年 - 泉谷しげる、ミュージシャン、俳優
- 1948年 - 森忠明、詩人、童話作家
- 1948年 - 千葉景子、政治家
- 1948年 - シーザー・ジェロニモ、元プロ野球選手
- 1949年 - 二木てるみ、女優
- 1950年 - 藤猪省太、柔道家
- 1950年 - 横尾三郎、俳優、声優
- 1950年 - 太田三郎、現代美術家
- 1951年 - 新浦壽夫、元プロ野球選手
- 1952年 - 山本有二、政治家
- 1952年 - 村上誠一郎、政治家
- 1952年 - 湯浅健二、サッカージャーナリスト、サッカー指導者
- 1953年 - 高橋洋子、女優、小説家
- 1954年 - 伊藤文隆、元プロ野球選手
- 1954年 - 結城真一、元俳優、元モデル
- 1956年 - 三杉磯拓也、元大相撲力士、年寄7代峰崎
- 1956年 - 大河内浩、俳優
- 1957年 - 近藤ようこ、漫画家
- 1957年 - 花房健、元プロ野球選手
- 1957年 - 池原厚、元プロゴルファー
- 1957年 - マリナ・マハティール、社会政治活動家、作家
- 1959年 - 鈴木惣一朗、音楽家、音楽プロデューサー
- 1958年 - 久米小百合、ミュージシャン
- 1960年 - 松尾貴史、俳優、タレント
- 1960年 - 冬木弘道、プロレスラー（+ 2003年）
- 1960年 - ユルゲン・シュルト、元陸上選手
- 1963年 - 浜田雅功、お笑い芸人（ダウンタウン）
- 1963年 - 相馬勝也、元プロ野球選手（+ 2013年）
- 1963年 - バカボン鬼塚、ラジオパーソナリティ
- 1963年 - ナターシャ・リチャードソン、女優（+ 2009年）
- 1964年 - 阿部龍二郎、プロデューサー
- 1964年 - ひかる一平、アイドル、歌手
- 1964年 - 遠田誠治、元プロ野球選手
- 1964年 - ビリー・ビーン、元プロ野球選手（+ 2024年）
- 1965年 - 水野きみこ、歌手
- 1965年 - 川上雄大、シンガーソングライター
- 1965年 - グレッグ・デュリ、ミュージシャン（アフガン・ウィッグス etc.）
- 1966年 - 田辺徳雄、元プロ野球選手、監督
- 1966年 - 谷保恵美[17]、千葉ロッテマリーンズの元ウグイス嬢
- 1967年 - 恵有一、俳優
- 1970年 - 鈴木清剛、小説家
- 1970年 - スンナ・グンロイグス、ピアニスト
- 1971年 - 岩本勉、元プロ野球選手
- 1972年 - 本橋亜希子、元アナウンサー
- 1973年 - 尾方剛、マラソン選手
- 1974年 - 山口和男、元プロ野球選手
- 1974年 - 山田貴志、元プロ野球選手
- 1974年 - ジョージ朝倉、漫画家
- 1974年 - ビリー・キッドマン、プロレスラー
- 1975年 - 佐伯成美、女優
- 1976年 - 佐藤由紀彦、サッカー選手
- 1976年 - 小池秀信、総合格闘家
- 1977年 - アンディ・オン 俳優
- 1977年 - 大平武洋、将棋棋士
- 1977年 - 五代目江戸家猫八、芸人
- 1977年 - ヤンネ・アホネン、スキージャンプ選手
- 1978年 - 齋藤剋範、映像作家
- 1978年 - 大山純、ミュージシャン（ストレイテナー）
- 1978年 - 猪爪義治、元プロ野球選手
- 1978年 - 潮丸元康、元大相撲力士、年寄13代東関（+ 2019年）
- 1978年 - レティシア・カスタ、スーパーモデル
- 1979年 - 中島有香、アナウンサー
- 1980年 - 山道高平、元サッカー選手
- 1980年 - 大野隆治、元プロ野球選手
- 1981年 - 松井大輔、元サッカー選手
- 1981年 - ローレン・ジャクソン、バスケットボール選手
- 1982年 - 中田賢一、プロ野球選手
- 1982年 - 鈴木健之、元プロ野球選手
- 1982年 - 高橋藍、元シュートボクサー、元日本女子フライ級王者
- 1983年 - 都築有美子、バレーボール選手
- 1983年 - 小林太志、元プロ野球選手
- 1983年 - 前田遊野、ドラマー
- 1984年 - SHELLY、ファッションモデル、タレント
- 1984年 - アンドレス・イニエスタ、サッカー選手
- 1985年 - 藤田志穂、実業家
- 1985年 - 堀田理恵、バレーボール選手
- 1985年 - 青木愛、元アーティスティックスイミング選手
- 1985年 - ウラジミール・ズーエフ、フィギュアスケート選手
- 1986年 - 森下俊、元サッカー選手、指導者
- 1986年 - むらせ、ものまねタレント
- 1986年 - アブー・ディアビ、サッカー選手
- 1986年 - ミゲル・ヴェローゾ、サッカー選手
- 1987年 - 槙野智章、サッカー選手
- 1987年 - 佐田の海貴士、大相撲力士
- 1988年 - Dream Ami、歌手、ダンサー（元Dream、元E-girls）
- 1988年 - 織田かおり、歌手
- 1988年 - 橋本竜馬、バスケットボール選手
- 1989年 - デービッド・ブキャナン、プロ野球選手
- 1989年 - ガブリエル・ガルシア、プロ野球選手
- 1989年 - ジョバニ・ドス・サントス、サッカー選手
- 1989年 - キャム・ニュートン、アメリカンフットボール選手
- 1990年 - 丹羽裕美、バスケットボール選手
- 1990年 - 竹村真琴、プロゴルファー
- 1990年 - 美谷玲実、歌手、経営者
- 1990年 - 稲垣成弥、俳優
- 1990年 - ヤンニクラス・シュトックリン、野球選手
- 1991年 - 古林将太、元サッカー選手
- 1991年 - 兼近大樹、お笑い芸人（EXIT）
- 1991年 - 崔智勲、サッカー選手
- 1992年 - 三ツ俣大樹、プロ野球選手
- 1992年 - 朝井彩加、声優
- 1992年 - 比嘉梨乃、タレント
- 1992年 - ティボ・クルトゥワ、サッカー選手
- 1993年 - 尾崎和樹、ミュージシャン（Galileo Galilei）
- 1993年 - 稲倉大輝、元プロ野球選手
- 1993年 - ミゲル・サノ、プロ野球選手
- 1994年 - 高橋大樹、元プロ野球選手
- 1995年 - 今野龍太、プロ野球選手
- 1996年 - 新浜レオン、演歌歌手
- 1996年 - 宮武美桜、元女優、元歌手（元bump.y）
- 1997年 - 柳理菜、元プロ野球選手
- 1998年 - 納庄兵芽、柔道選手
- 1998年 - イ・ジュヒョン、プロアイスホッケー選手
- 1999年 - サブリナ・カーペンター、女優、歌手
- 2000年 - 角田裕毅、レーシングドライバー
- 2000年 - 近藤真琴、アイドル（元パラディーク）
- 2001年 - 中村波音、アイドル（元イースターガールズ）
- 2002年 - シオン、歌手（NCT）
- 生年不詳 - 一樹千尋、女優、宝塚歌劇団専科
- 生年不詳 - 一ノ瀬媛奈[18]、声優、ナレーター
- 生年不詳 - 田村健亮、声優

### 人物以外（動物など）
- 1983年 - ダンシングブレーヴ、競走馬（+ 1999年）
- 1990年 - サクラチトセオー、競走馬（+ 2014年）
- 1996年 - トロットスター、競走馬（+ 2015年）

## 忌日

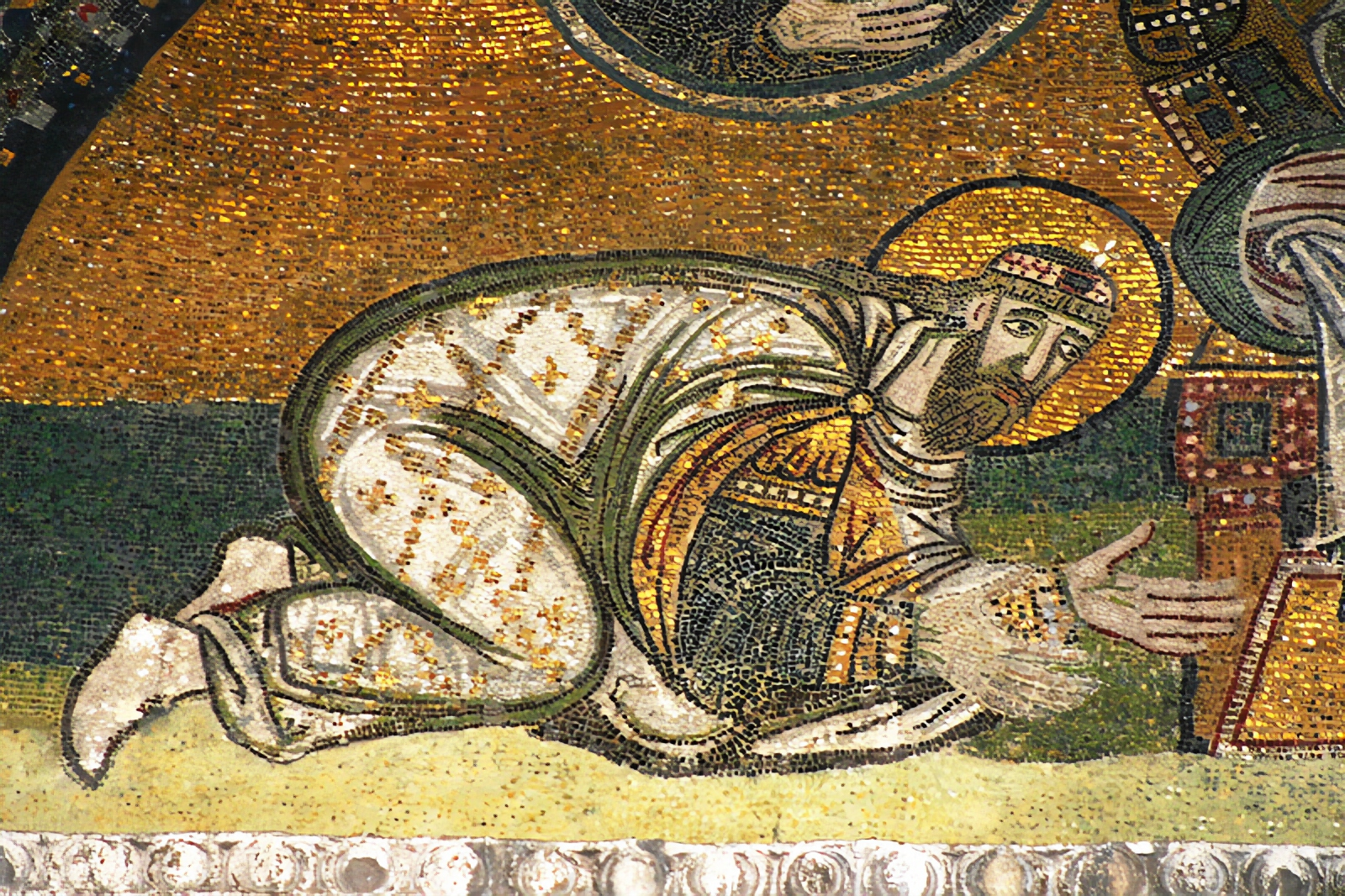
東ローマ帝国皇帝レオーン6世(866-912)没。画像はキリストの前に跪くレオーン6世（アヤソフィアのモザイク画）

司祭マテオ・リッチ(1552-1610)没。画像は『坤輿万国全図』の日本での複製。。

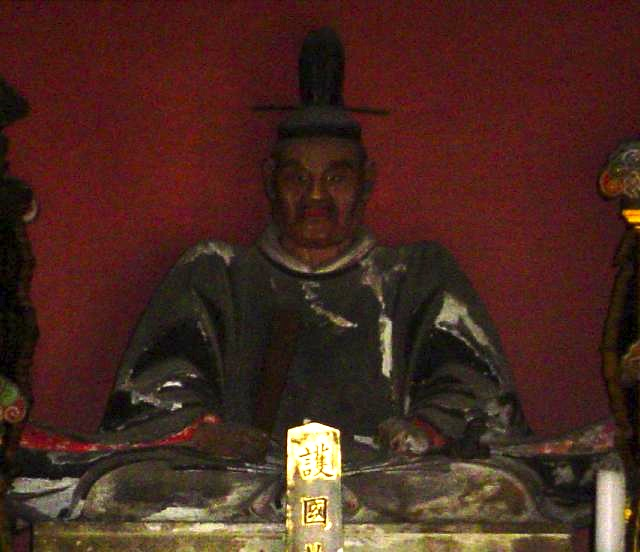
剣豪柳生宗矩(1571-1646)。画像は芳徳寺蔵の木像。

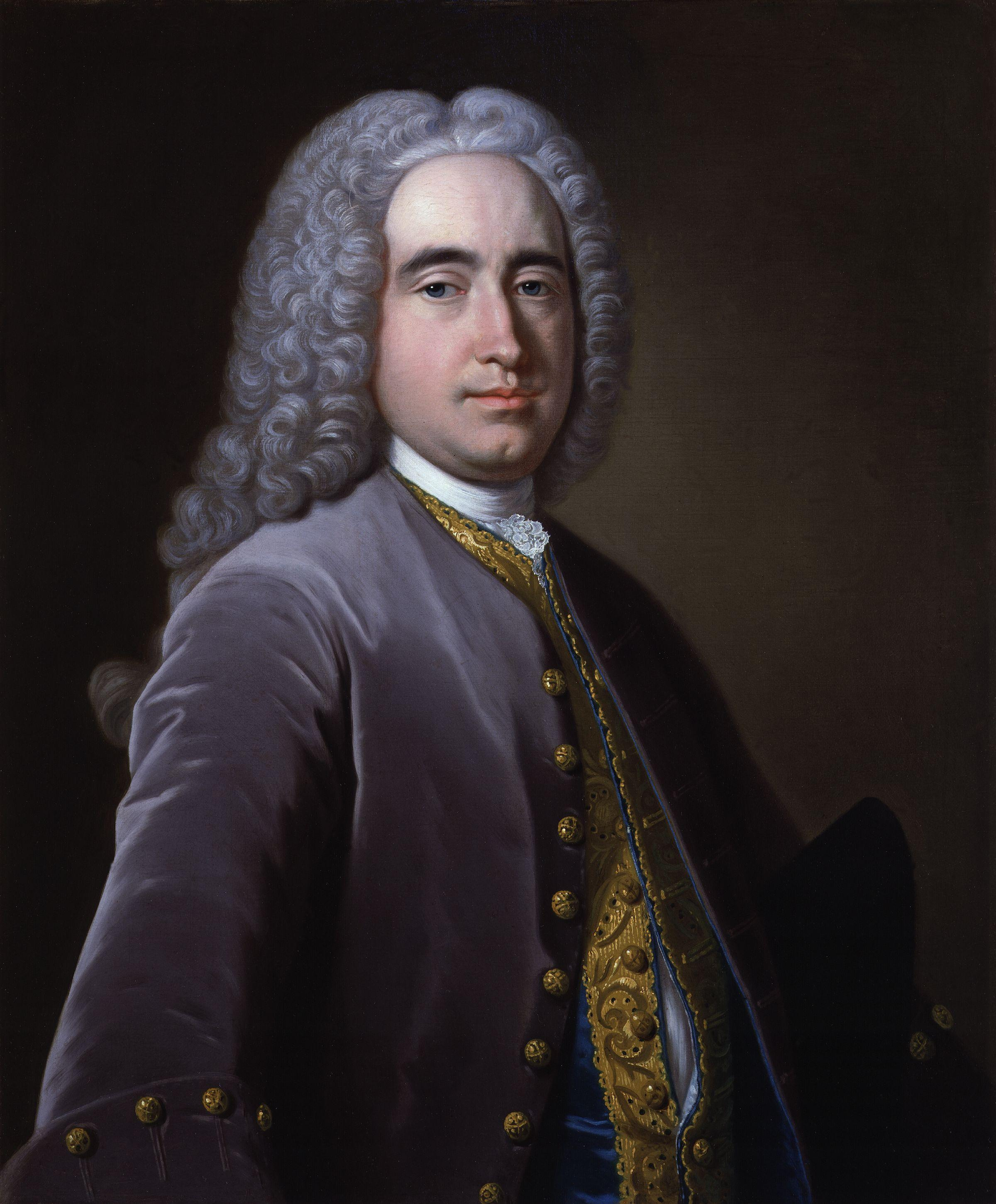
英首相のチャタム伯ウィリアム・ピット(1708-1778)、演説中に昏倒し没。

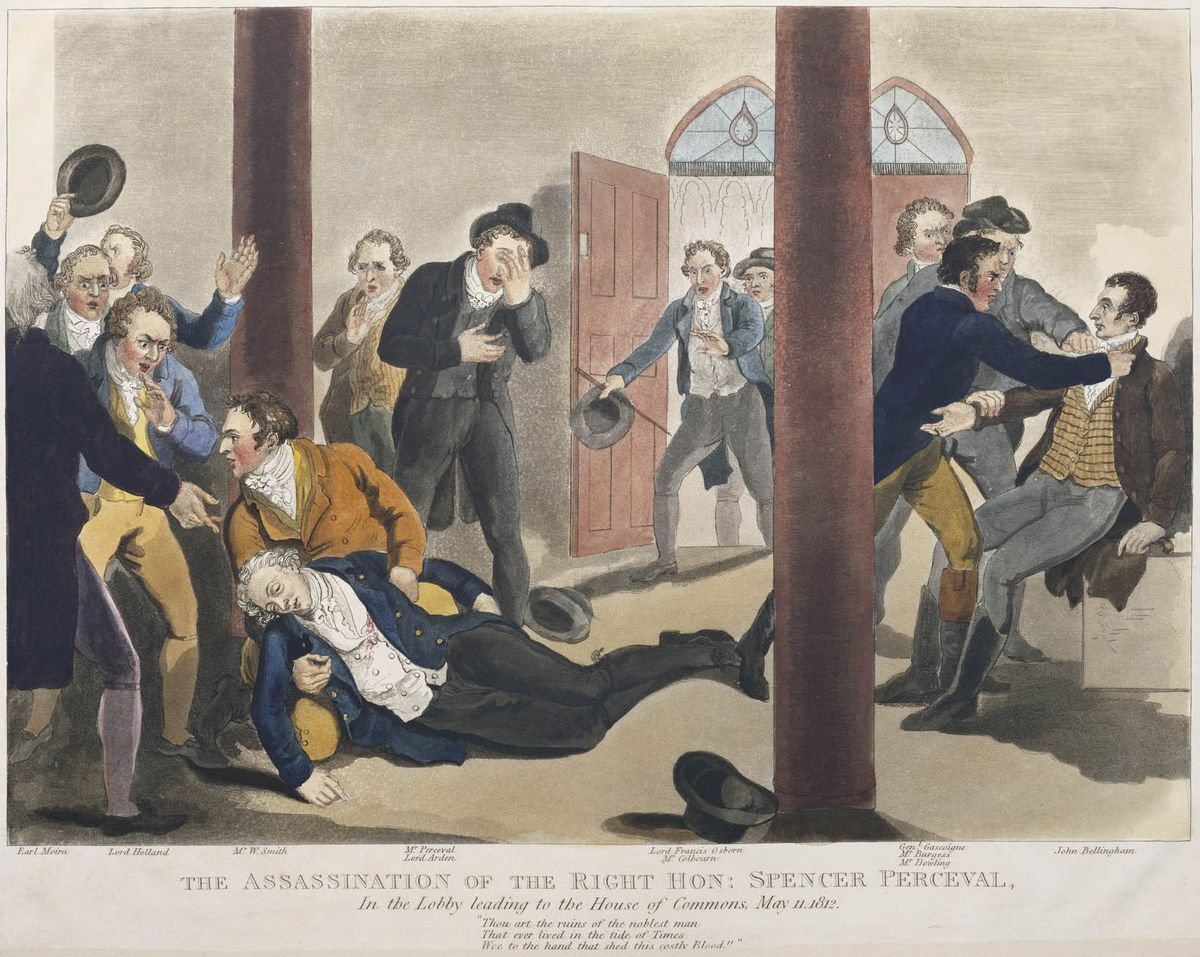
英首相スペンサー・パーシヴァル(1762-1812)、暗殺される。

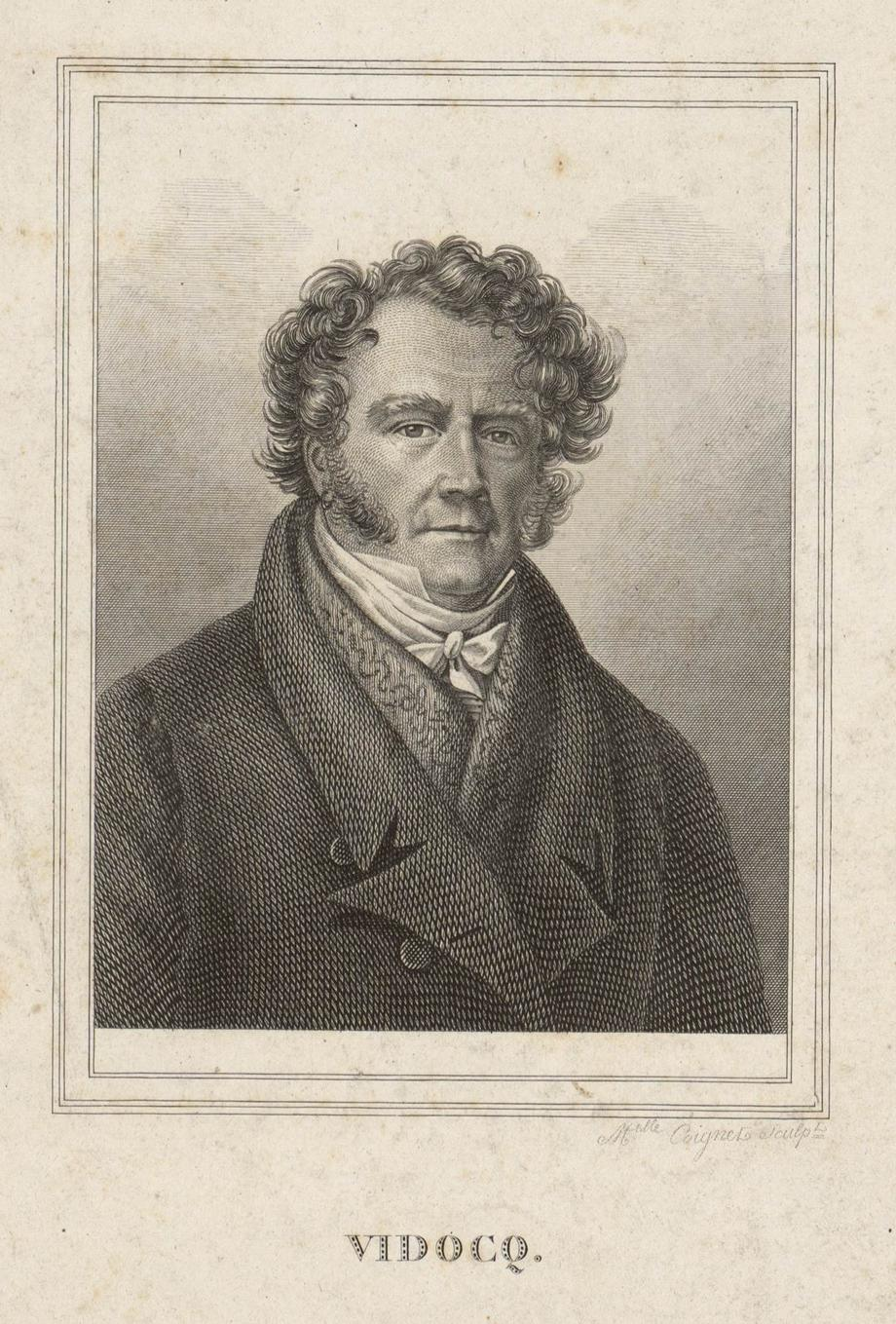
犯罪者・密偵フランソワ・ヴィドック(1775-1857)没。

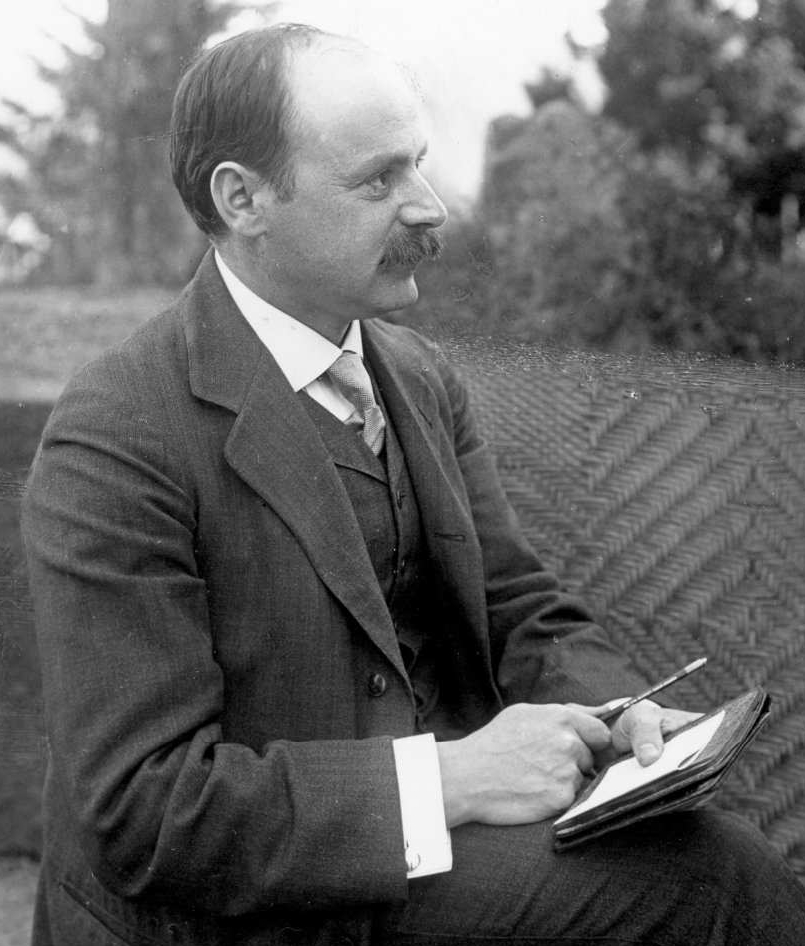
物理学者カール・シュヴァルツシルト(1873-1916)没。

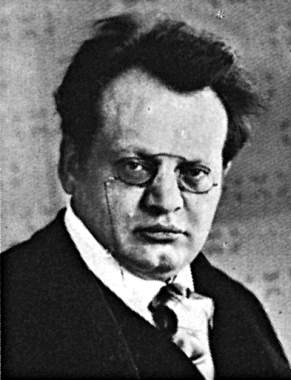
作曲家マックス・レーガー(1873-1916)没。

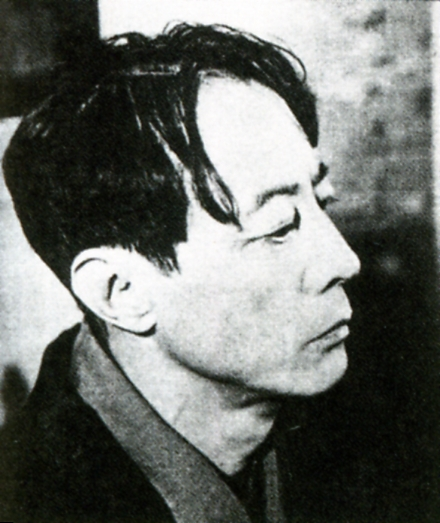
詩人萩原朔太郎(1886-1942)没。

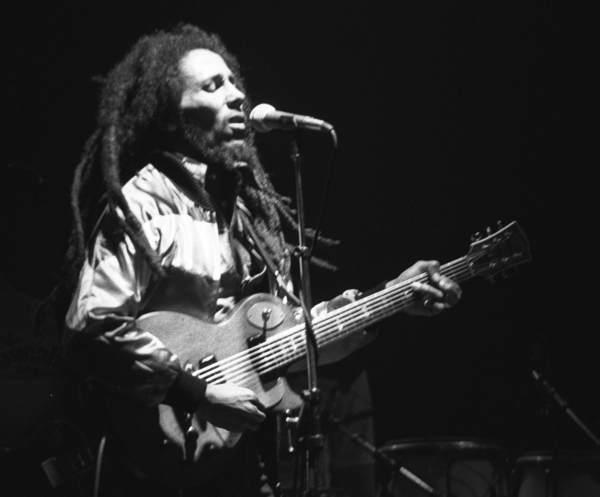
レゲエミュージシャン、ボブ・マーリー(1945-1981)没。

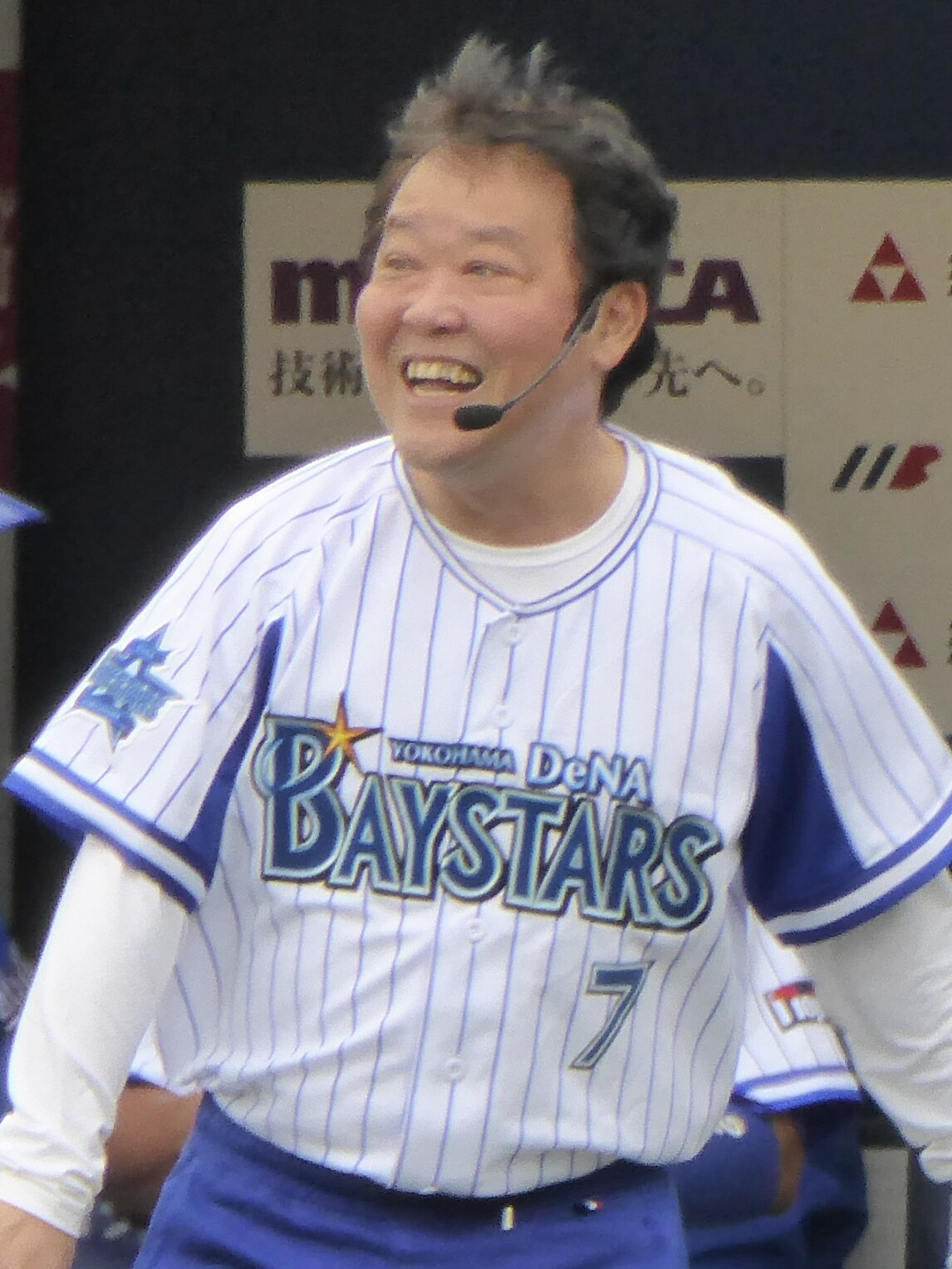
お笑い芸人ダチョウ倶楽部上島竜兵(1961-2022)没。

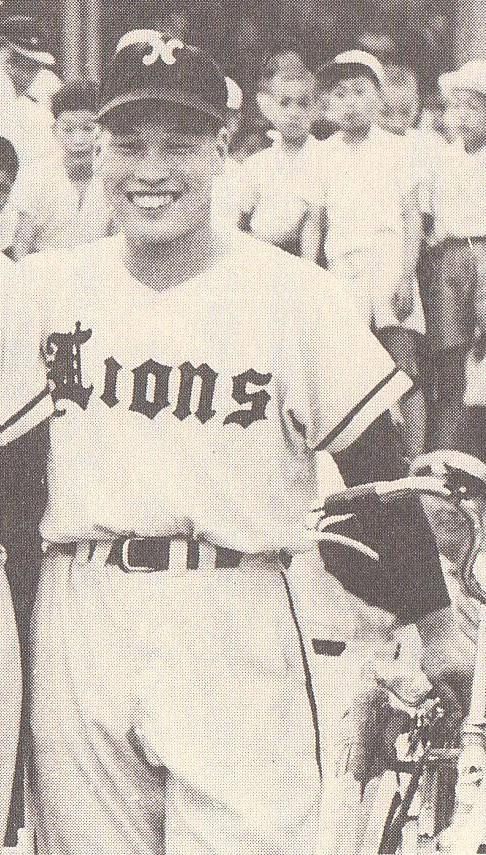
プロ野球選手・監督中西太(1933-2023)没。高卒1年目で初めて新人王を獲得。

- 252年（神鳳元年4月16日） - 孫権、呉の初代皇帝（* 182年）
- 649年（大化5年3月25日） - 蘇我倉山田石川麻呂、飛鳥時代の豪族
- 753年（天平勝宝5年3月30日） - 巨勢奈弖麻呂、奈良時代の公卿（* 670年）
- 912年 - レオーン6世、第2代東ローマ皇帝（* 866年）
- 1068年（熙寧元年4月8日） - 劉敞、儒学者（* 1019年）
- 1271年（文永8年4月1日） - 藤原宗平、鎌倉時代の公卿（* 1197年）
- 1304年 - ガザン・ハン、イルハン朝第7代君主（* 1271年）
- 1491年（延徳3年4月3日） - 足利政知、初代堀越公方（* 1435年）
- 1524年（大永4年4月8日） - 相合元綱、戦国武将
- 1568年（永禄11年4月15日） - 伏見宮貞康親王、戦国時代の皇族（* 1547年）
- 1610年 - マテオ・リッチ、カトリック教会の司祭（* 1552年）
- 1610年（慶長15年3月18日） - 生駒一正、高松藩主（* 1555年）
- 1620年（元和6年4月9日） - 渡辺守綱、戦国武将（* 1542年）
- 1646年（正保3年3月26日） - 柳生宗矩、剣術家、初代柳生藩主（* 1571年）
- 1652年（慶安5年4月4日） - 蜂須賀忠英、第2代徳島藩主（* 1611年）
- 1708年 - ジュール・アルドゥアン＝マンサール、建築家（* 1646年）
- 1778年 - 初代チャタム伯ウィリアム・ピット（大ピット）、政治家、イギリス首相（* 1708年）
- 1798年（寛政10年3月26日） - 上杉重定、第8代米沢藩主（* 1720年）
- 1812年 - スペンサー・パーシヴァル、政治家、イギリス首相（* 1762年）
- 1822年 - ヘーラルト・ファン・スパーンドンク、画家（* 1746年）
- 1849年 - ジュリエット・レカミエ、フランスのセレブリティ（* 1777年）
- 1849年 - オットー・ニコライ、作曲家、指揮者（* 1810年）
- 1850年（嘉永3年3月30日） - 徳川斉朝、第10代尾張藩主（* 1793年）
- 1857年 - フランソワ・ヴィドック、アウトロー、パリ警察の密偵（* 1775年）
- 1871年 - ジョン・ハーシェル、天文学者（* 1792年）
- 1881年 - アンリ・フレデリック・アミエル、哲学者、詩人（* 1821年）
- 1885年 - フェルディナント・ヒラー、作曲家（* 1811年）
- 1887年 - ジャン・バティスト・ブサンゴー、化学者（* 1802年）
- 1891年 - カール・ネーゲリ、植物学者（* 1817年）
- 1891年 - アレクサンドル・エドモン・ベクレル、物理学者（* 1820年）
- 1899年 - 川上操六、日本陸軍の参謀総長（* 1848年）
- 1916年 - マックス・レーガー、作曲家（* 1873年）
- 1916年 - カール・シュヴァルツシルト、天文学者、天体物理学者（* 1873年）
- 1919年 - 渡辺国武、大蔵大臣、逓信大臣（* 1846年）
- 1920年 - ウィリアム・ディーン・ハウエルズ、小説家、文芸批評家（* 1837年）
- 1922年 - 李晋、王世子李垠の長男（* 1921年）
- 1927年 - フアン・グリス、画家（* 1887年）
- 1928年 - エミール・ボーンケ、ヴィオリスト、作曲家、指揮者（* 1888年）
- 1930年 - ニルス・キュレーゲル、画家（* 1858年）
- 1936年 - 納所弁次郎、作曲家（* 1865年）
- 1937年 - エレン・ハンセル、テニス選手（* 1869年）
- 1939年 - 三好学、植物学者（* 1862年）
- 1941年 - 久保より江、俳人（* 1884年）
- 1942年 - 萩原朔太郎、詩人（* 1886年）
- 1945年 - ジョン・ロジャーズ・コモンズ、経済学者（* 1862年）
- 1945年 - 石丸進一、プロ野球選手（* 1922年）
- 1947年 - テューレ・ラングストレム、作曲家（* 1884年）
- 1956年 - ウォルター・シドニー・アダムズ、天文学者（* 1876年）
- 1956年 - 松本たかし、俳人（* 1906年）
- 1957年 - テオフィル・ド・ドンデ、化学者（* 1872年）
- 1960年 - ジョン・ロックフェラー2世、実業家（* 1874年）
- 1961年 - 小川未明、小説家（* 1882年）
- 1963年 - ハーバート・ガッサー、生理学者（* 1888年）
- 1965年 - 塩田広重、外科医、政治家、元日本医科大学学長（* 1873年）
- 1966年 - 小泉信三、経済学者、教育家（* 1888年）
- 1967年 - 轟夕起子、女優（* 1917年）
- 1972年 - 杉田屋守、元プロ野球選手（* 1908年）
- 1973年 - 美土路昌一、実業家、全日本空輸創業者（* 1886年）
- 1975年 - 梶山季之、小説家（* 1930年）
- 1976年 - アルヴァ・アールト、建築家、デザイナー（* 1898年）
- 1977年 - 牧屋善三、作家（* 1907年）
- 1979年 - 巖本真理、ヴァイオリニスト（* 1926年）
- 1980年 - 七代目橘家圓蔵、落語家（* 1902年）
- 1980年 - 不二洋子、女優（* 1912年）
- 1981年 - オッド・ハッセル、化学者（* 1897年）
- 1981年 - ボブ・マーリー、レゲエ音楽家（* 1945年）
- 1982年 - 鈴木惣太郎、日米両国間のプロ野球交流斡旋者（* 1890年）
- 1983年 - ゼナ・ヘンダースン、SF作家（* 1917年）
- 1984年 - トニー・トゥレク、サッカー選手（* 1919年）
- 1984年 - 関武志、コメディアン、タレント（* 1924年）
- 1985年 - パット・マガー、小説家（* 1917年）
- 1988年 - キム・フィルビー、イギリス情報局秘密情報部職員、ソビエト連邦の諜報員（* 1912年）
- 1989年 - 古谷綱正、ジャーナリスト、ニュースキャスター（* 1912年）
- 1992年 - 竹田恒徳、旧皇族（* 1909年）
- 1992年 - 宮本正太郎、天文学者（* 1912年）
- 1992年 - いずみたく、作曲家（* 1930年）
- 1996年 - ンナムディ・アジキウェ、政治家、初代ナイジェリア連邦共和国大統領（* 1904年）
- 1996年 - アデミール、サッカー選手（* 1922年）
- 1996年 - 廣島庫夫、陸上競技選手（* 1928年）
- 1997年 - 亀倉雄策、グラフィックデザイナー （* 1915年）
- 1997年 - 嶋崎均、官僚、政治家、第43代法務大臣（* 1923年）
- 1998年 - シャンタル・モーデュイ（フランス語版）、登山家（* 1964年）
- 2001年 - 塚本倉人、実業家、政治家、元福岡県甘木市（* 1912年）
- 2001年 - ダグラス・アダムズ、SF作家、脚本家（* 1952年）
- 2002年 - ジョゼフ・ボナンノ、マフィア（* 1905年）
- 2003年 - 石田穣二、国文学者（* 1926年）
- 2003年 - ノエル・レディング、ベーシスト、ギタリスト（ジミ・ヘンドリックス・エクスペリエンス）（* 1945年）
- 2004年 - 坂上守男、実業家、元京都新聞社社長（* 1926年）
- 2005年 - 堀口定義、詩人、官僚、実業家、元忠勇社長・大阪証券金融社長（* 1914年）
- 2006年 - Yossi Banai、歌手（* 1932年）
- 2006年 - フロイド・パターソン、プロボクサー、1952年ヘルシンキ五輪金メダル、元ボクシング世界ヘビー級王者（* 1935年）
- 2007年 - マリエトア・タヌマフィリ2世、政治家、サモア独立国初代国家元首（* 1913年）
- 2007年 - 岡仁詩、ラグビー選手、指導者、同志社大学名誉教授（* 1929年）
- 2007年 - 三好京三、小説家（* 1931年）
- 2008年 - 関弘子、女優（* 1929年）
- 2009年 - 本山政雄、政治家、教育学者、元愛知県名古屋市長、名古屋大学名誉教授（* 1910年）
- 2009年 - 奥村輝之、銀行家、太陽神戸銀行元頭取（* 1920年）
- 2009年 - アベル・グンバ、政治家、元中央アフリカ共和国首相（* 1926年）
- 2009年 - 三木たかし、作曲家（* 1945年）
- 2010年 - 川本幸生、アマチュア野球選手、指導者（* 1957年）
- 2011年 - 有光教一、考古学者、京都大学名誉教授、元高麗美術館研究所所長（* 1907年）
- 2011年 - 井江春代、美術家、絵本作家（* 1923年）
- 2011年 - 碓氷夕焼、テレビプロデューサー、作詞家（* 1935年）
- 2013年 - 小田晋、医学者、精神病理学者、筑波大学名誉教授、国際医療福祉大学名誉教授（* 1933年）
- 2013年 - 中村大成、元プロ野球選手（* 1935年）
- 2013年 - 夏八木勲、俳優、声優（* 1939年）
- 2014年 - 松山俊太郎、インド学者、幻想文学研究家（* 1930年）
- 2014年 - 谺雄二、詩人、元ハンセン病違憲国賠訴訟全国原告団協議会会長（* 1932年）
- 2015年 - 黒板伸夫、歴史学者（* 1923年）
- 2015年 - 森本忠夫、実業家、文筆家（*1926年）
- 2017年 - 尾上兼英、中国文学者、東京大学名誉教授（* 1927年）
- 2017年 - ヨアヒム・カイザー、音楽評論家、作家（* 1928年）
- 2017年 - 村上智彦、医師、元夕張医療センター（旧夕張市立総合病院）センター長（* 1961年）
- 2018年 - ジョシュ・グリーンフェルド、作家、脚本家（* 1928年）
- 2018年 - ジェラール・ジュネット、文学理論家（* 1930年）
- 2018年 - 松島利行、映画評論家（* 1937年）
- 2019年 - 阿部牧郎、小説家（* 1933年）
- 2019年 - ペギー・リプトン、女優（* 1946年）
- 2019年 - シルバー・キング、プロレスラー、三代目ブラックタイガー（* 1968年）
- 2020年 - ジェリー・スティラー、俳優、コメディアン（* 1927年）
- 2020年 - 松岡司、近代史研究家、佐川町青山文庫名誉館長（* 1943年）
- 2021年 - ナンシー・マリー、スーパーセンテナリアン（* 1909年）
- 2021年 - ノーマン・ロイド、俳優（* 1914年）
- 2021年 - 三枝孝榮、実業家、演出家、元テレビ東京常務、元伝統文化放送社長（* 1930年）
- 2021年 - 江上健二、舞台俳優（* 1966年又は1967年）
- 2022年 - 神谷聰一郎、銀行家、元静岡銀行頭取（* 1934年）
- 2022年 - ウィリアム・ベネット、フルート奏者（* 1936年）
- 2022年 - アレクサンドル・トラーゼ、ピア二スト（* 1952年）
- 2022年 - 川本和久、陸上競技指導者（* 1957年）
- 2022年 - 上島竜兵、お笑いタレント（ダチョウ倶楽部）、俳優（* 1961年）
- 2022年 - トレヴァー・スターナド、歌手（* 1981年）
- 2023年 - ケネス・アンガー、映像作家（* 1927年）
- 2023年 - 大場智満、元大蔵省財務官（* 1929年）
- 2023年 - バリー・ニューマン、俳優（* 1930年）
- 2023年 - 中西太、元プロ野球選手、監督（* 1933年）
- 2023年 - いなせ家半七、落語家（* 1959年）
- 2024年 - ジョン・アダムズ・ウィッカム、陸軍軍人、元アメリカ陸軍大将（* 1928年）
- 2024年 - 青木桂生、実業家、薬剤師、クスリのアオキ創業者（* 1942年）
- 2024年 - スーザン・バックリニー、女優（* 1946年）
- 2025年 - 五代目片岡我當、歌舞伎俳優（* 1935年）

## 記念日・年中行事

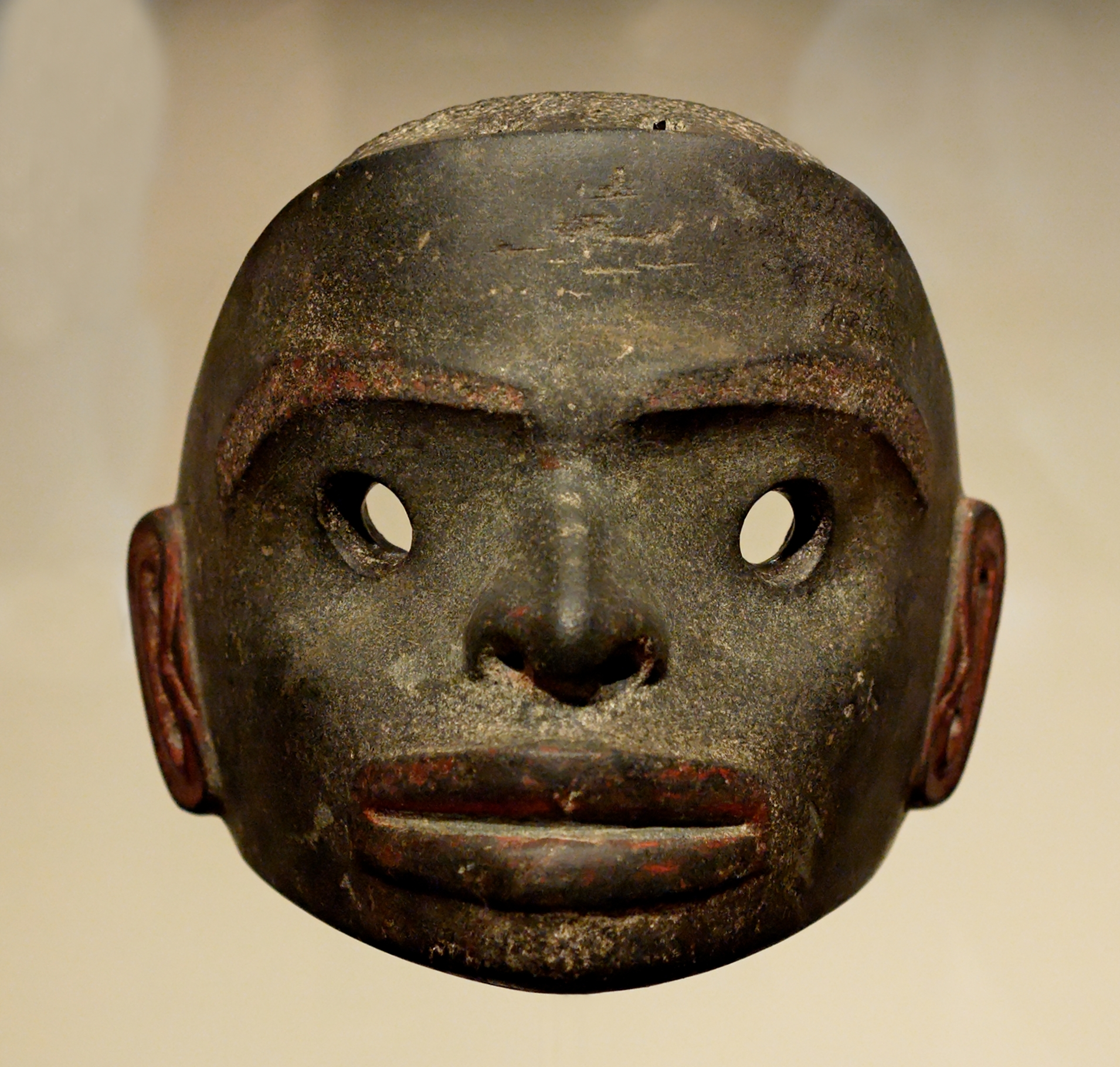
ニスガ族の日

- エベレスト日本人初登頂記念日（ 日本）
1970年（昭和45年）のこの日、登山家の松浦輝夫と冒険家の植村直己が、日本人で初めてエベレストの登頂に成功したことを記念[19]。
- ご当地キャラの日（ 日本）
「ご(5)・当(10)・地(1)」の語呂合わせ。2014年（平成26年）に一般社団法人日本ご当地キャラクター協会が制定[20]。日本記念日協会に申請し認定登録を受けた。
- 鵜飼開き（ 日本）
岐阜県で行われる鵜飼は千年以上の歴史があり、毎年5月11日から10月15日まで、増水時ほか一部の期日を除いて毎夜行なわれる。この日、岐阜市湊町では、ぎふ長良川鵜飼開きが行なわれ[21]、同様に岐阜県関市でも小瀬鵜飼が鵜飼開きになる[22]。
- ニスガ族の日（ カナダ ニスカ自治政府）
1999年のこの日、カナダ政府、ブリティッシュコロンビア州政府、ニスガ族の間で、ニスガ族の先住民土地請求問題を解決する「ニスガ条約」が締結されたことを記念。
- 技術の日（ インド）
1998年のこの日、インドが24年ぶり2回目の核実験を行ったことを記念。